# Staatsstraße 2080
Die bayerische Staatsstraße 2080 ist eine Straße in Oberbayern. Sie verbindet die Staatsstraße 2082 bei Wifling (Gemeinde Wörth) und die Bundesstraße 15 bei Moos (Gemeinde Schechen). Dabei passiert sie Ottenhofen, Markt Schwaben, die Staatsstraßen 2332 und 2081, die A 94, Moos bei Forstinning, Schwaberwegen, Ebersberg, die Staatsstraße 2086, die Bundesstraße 304, Wiesham, Grafing bei München, die Staatsstraßen 2089 und 2351, Straußdorf, Aßling, die Staatsstraße 2079, Ametsbichl (Aßling), Kronbichl und Weiching bei Tuntenhausen, Ostermünchen, die Staatsstraße 2358, Oberrain, Tattenhausen (Großkarolinenfeld), Lochberg und Deutelhausen. Die Staatsstraße 2080 hat eine Länge von 49,8 Kilometern.

## Bedeutung

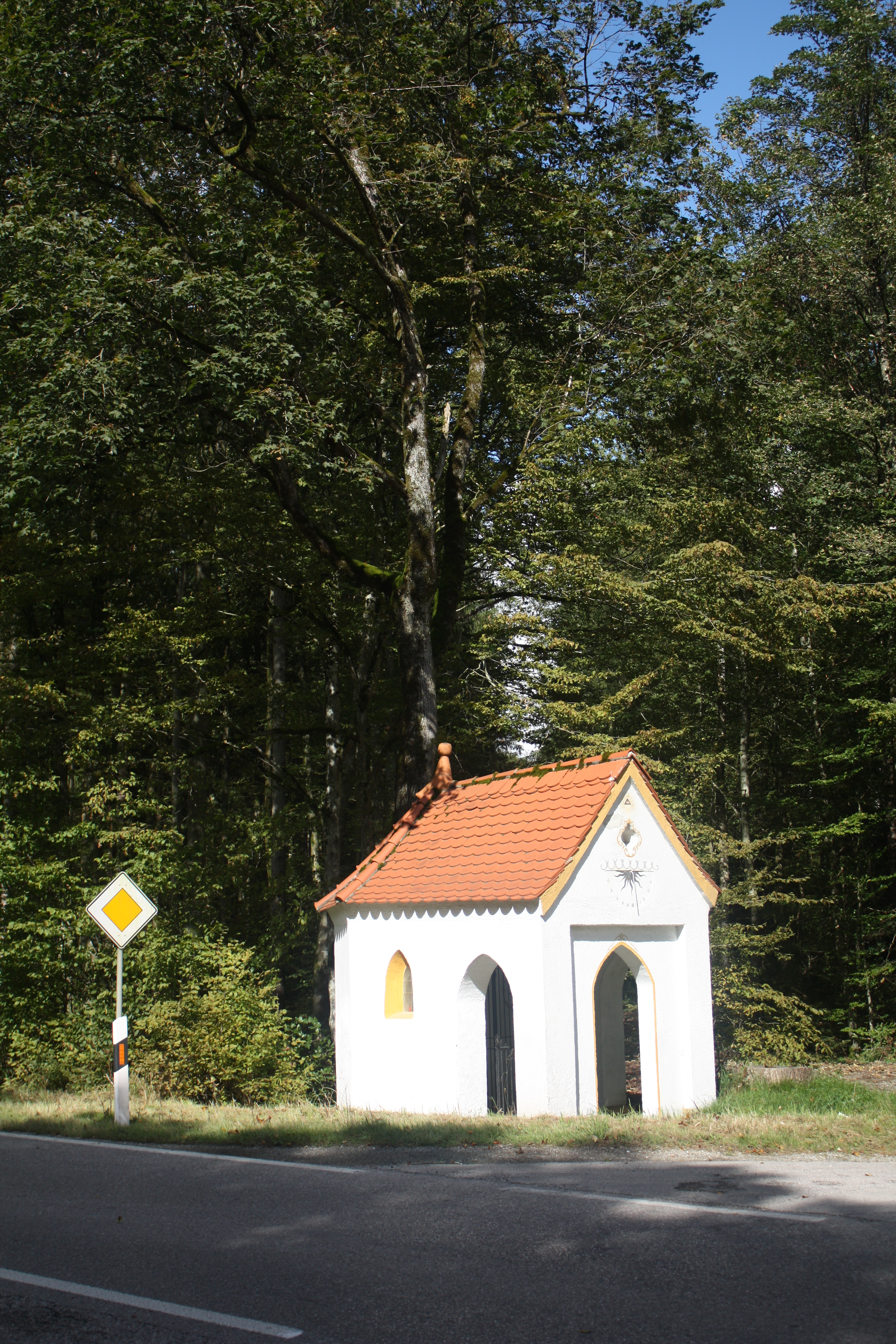
Die Hubertuskapelle an der Staatsstraße 2080

Die Staatsstraße hat vor allem eine Bedeutung als Verbindung des Landkreises Rosenheim und des südlichen Landkreises Ebersberg mit der A 94 und über die Flughafentangente Ost (Staatsstraße 2580) weiter bis zum Flughafen München. An der Autobahnzufahrt werden täglich 11.000 Fahrzeuge gezählt. Dies führt zu einer starken Belastung, vor allem der Anwohner in Ebersberg und Schwaberwegen.
Die Teilstrecke zwischen Ebersberg und Schwaberwegen führt durch den Ebersberger Forst. In ihm befinden sich an der Staatsstraße der Wildpark Ebersberg und die Hubertuskapelle, bei der eine Weiße Frau spuken soll. 1985 rammte ein Auto die Kapelle und fuhr den rechten Eingangspfeiler um. Danach wurde der Straßenverlauf etwas verlegt und die Kurve entschärft, was die Zahl der Unfälle auf der Straße verringerte. Trotzdem gilt die Straße durch den Forst als Unfallschwerpunkt, weswegen auf weiten Strecken ein Überholverbot eingeführt wurde.
Der Abschnitt durch den Forst wird im Jahr 1040 erstmals als „Purcweg“ erwähnt, möglicherweise benannt nach der ehemaligen Ebersberger Burg der Grafen von Sempt-Ebersberg. Auch Markt Schwaben, dass auf der anderen Seite des Forstes liegt gehörte damals zum Besitz der Grafen, weswegen der Purcweg durch den Forst für sie von Bedeutung war. Erst 1958 wurde die Straße asphaltiert. Davor musste sie alle paar Wochen vom Straßenwärter mit Kieshaufen, die alle paar hundert Meter neben der Straße lagen, ausgebessert werden.
Südlich von Markt Schwaben erinnert eine Gedenktafel an der Straße an den Absturz des Aufklärungsflugzeuges Navy 131390 am 22. Mai 1962.